# موتور ابراهیم حیدری
موتور ابراهیم حیدری یک منطقهٔ مسکونی در ایران است که در دهستان قلعه (منوجان) واقع شده‌است.